# Musée Alexandre-Dumas
Le musée Alexandre-Dumas est situé à Villers-Cotterêts, dans le département de l'Aisne. Il a été labellisé Musée de France en 2002.
C'est à Villers-Cotterêts qu'est né Alexandre Dumas, le 24 juillet 1802 et où est décédé, le 26 février 1806, le général Dumas, père de l'écrivain.
Le musée est l'un des différents sites de la ville qui rappellent le lien entre Villers-Cotterêts et la famille Dumas : le château royal François 1er, l’église Saint-Nicolas, l’hôtel de ville, l’hôtel de l’Épée, le collège de l’Abbé-Grégoire ou encore la maison natale, propriété privée.

## Histoire du musée
C'est en 1902, à l'occasion du centenaire de la naissance dans la ville d'Alexandre Dumas père que la municipalité décida de regrouper et exposer tous les souvenirs liant la famille Dumas à la ville. la création et la gestion de ce projet furent donnés à la Société historique régionale de Villers-Cotterêts. Le musée ouvre alors en 1905. au 13 rue Demoustier.
Le musée grandit et déménage. Au cours de la Première Guerre mondiale, afin de protéger les collections de la guerre, il est déménagé à Dijon.
En 1932, le musée a rouvert à l'hôtel Dauphin. C'est aussi l'année de la création de la Société des Amis d’Alexandre Dumas pour soutenir et développer le musée.
En 1952, le musée s'installe dans un bel hôtel particulier du XIXe siècle qui servit de quartier général au général Maunoury lors de la Première Guerre mondiale.
Le musée compte trois salles, chacune d'entre elles étant dédiée à l'un des membres de la famille : le général Dumas, Alexandre Dumas et Alexandre Dumas (fils) :

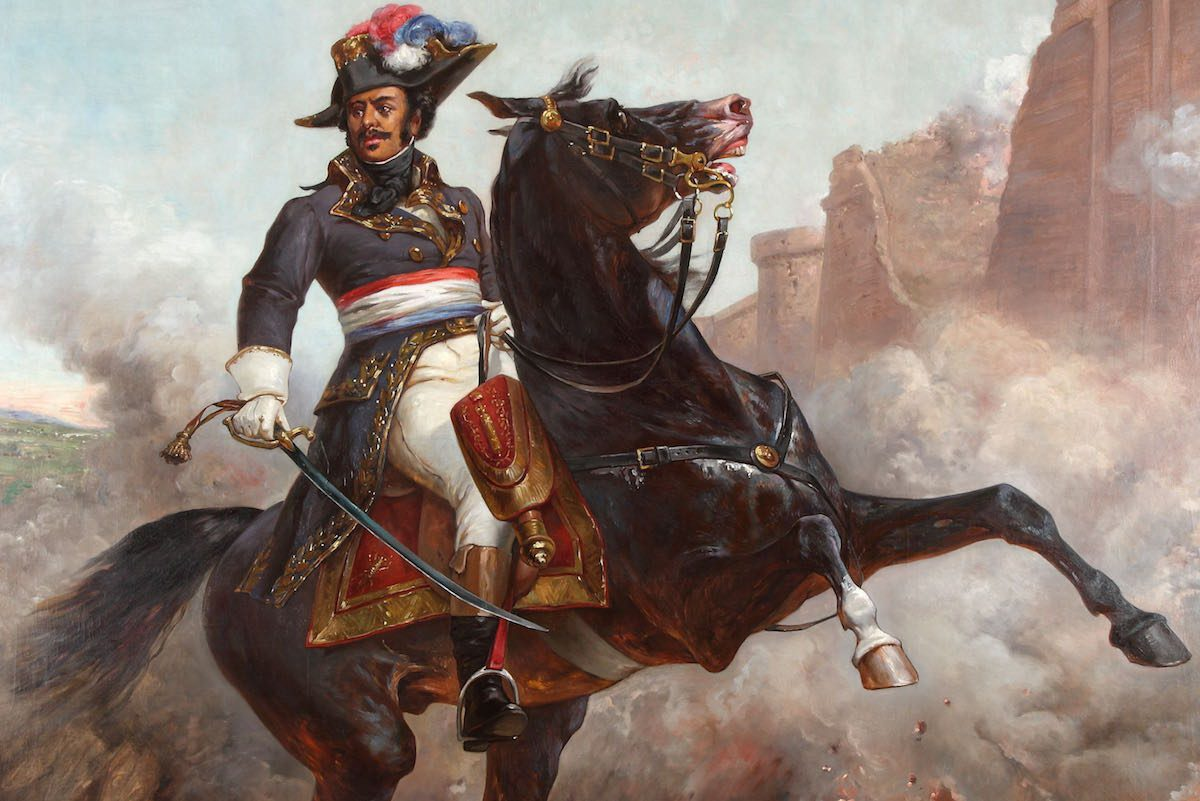
Thomas Alexandre Dumas.
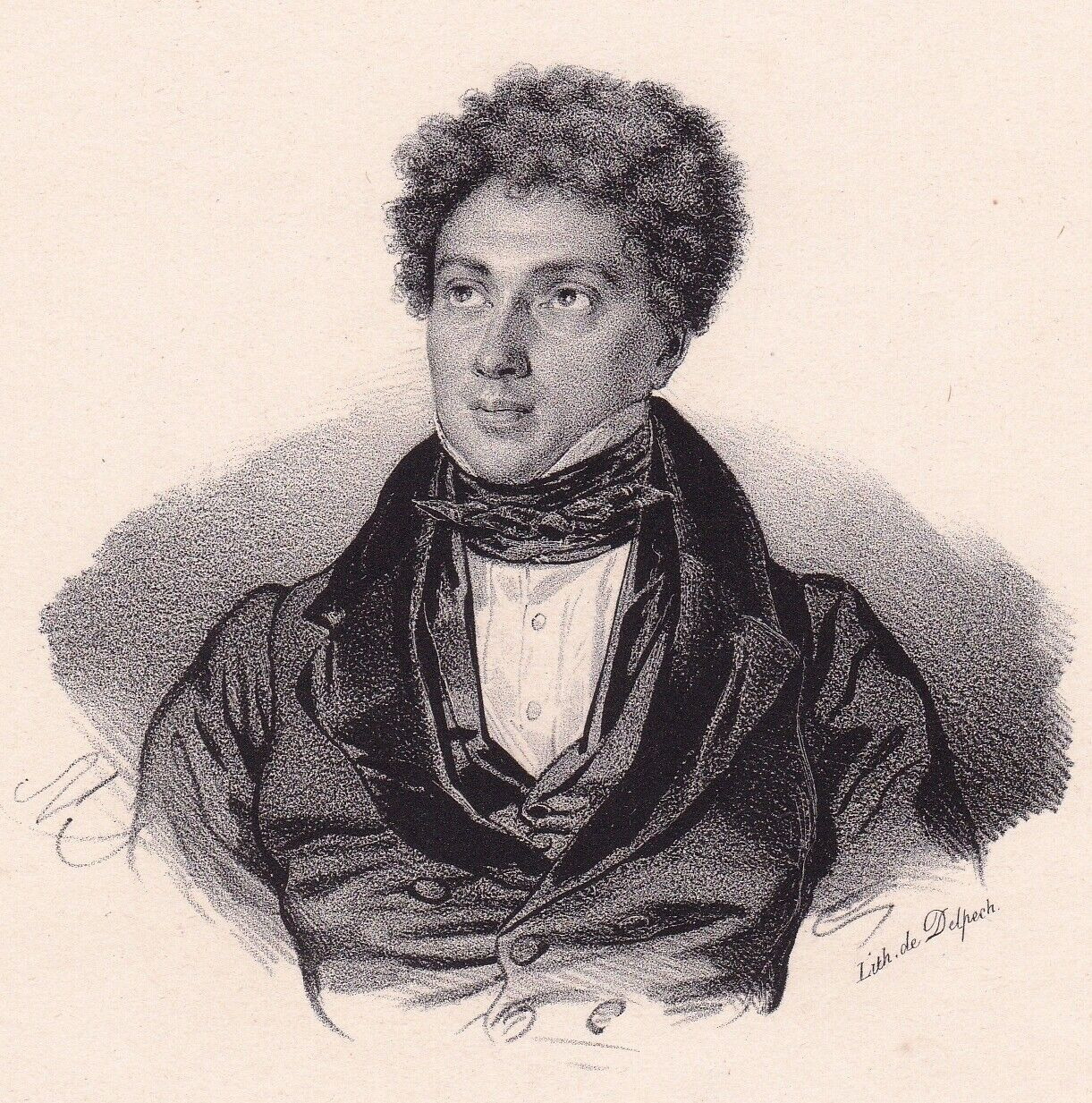
Alexandre Dumas père.
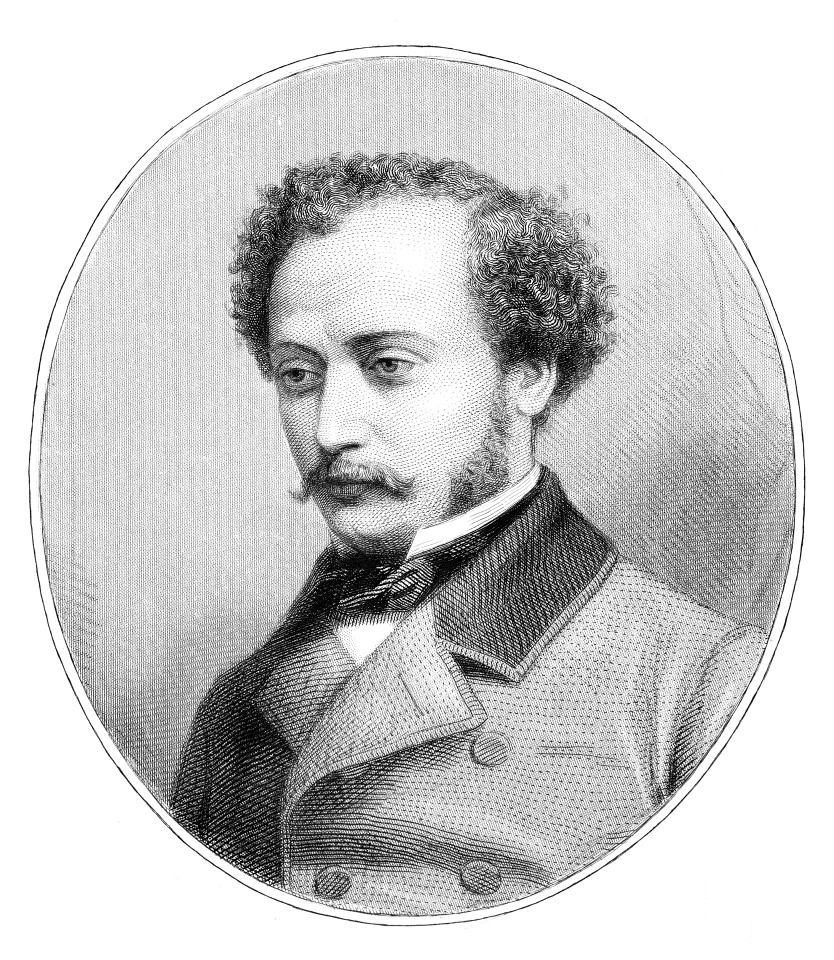
Alexandre Dumas fils.

## Collections
Les collections du musée évoquent les trois Dumas, le général né aux Antilles et esclave, l'auteur du Comte de Monte Cristo et l'académicien. Elles rassemblent de nombreux portraits, des objets personnels, des documents écrits par la famille Dumas.
De nombreux manuscrits de Dumas père garnissent le musée : récits de voyages, brouillons de romans, contes pour enfants, ses mémoires, etc..
Le musée accueille aussi de nombreuses pièces sur les trois hommes et signées par de grands noms : Louis Boulanger, Eugène Giraud, Albert-Ernest Carrier-Belleuse, Jules Franceschi, Edouard Dubufe, Jules Lefèvre, Jules Machard, Alphonse de Moncel, etc.
Le musée organise des animations autour d'événements, nuits du musée, soirée thématiques, expositions temporaires, etc.

## Galerie de photos

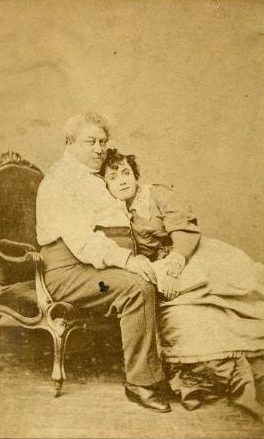
Alexandre Dumas et Miss Menken.
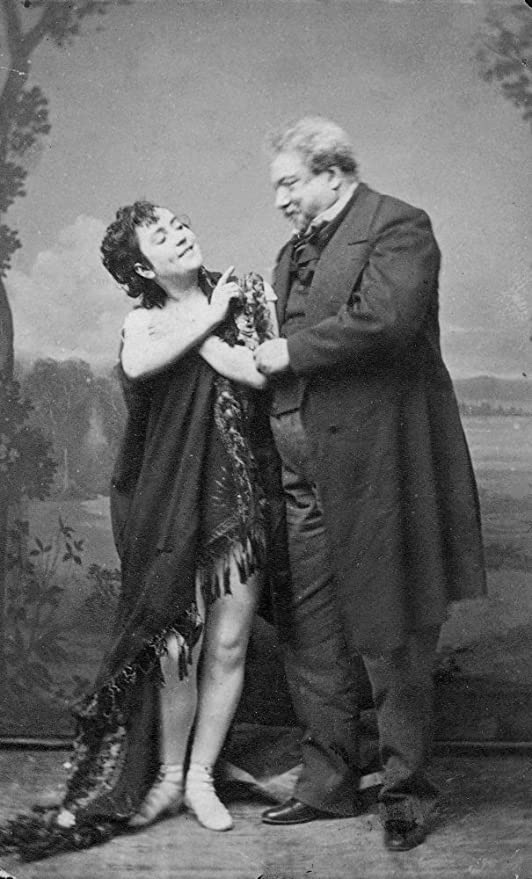
Alexandre Dumas et Miss Menken.
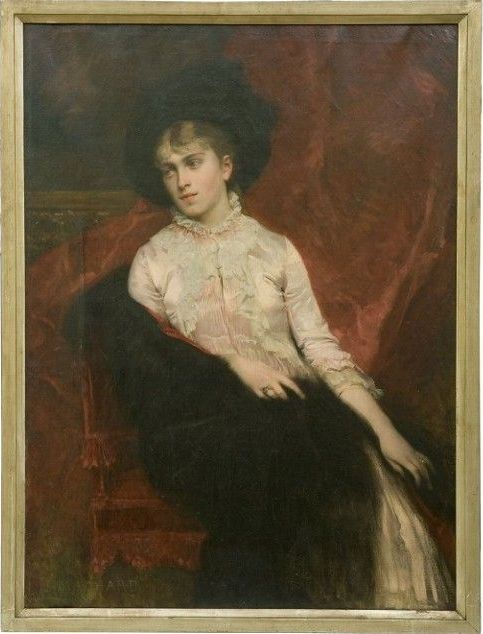
Colette Dumas.
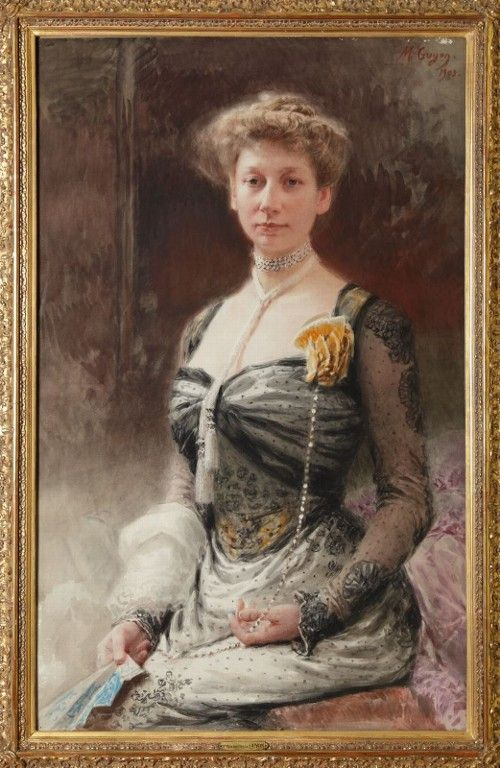
Jeannine d'Hauterive née Dumas.
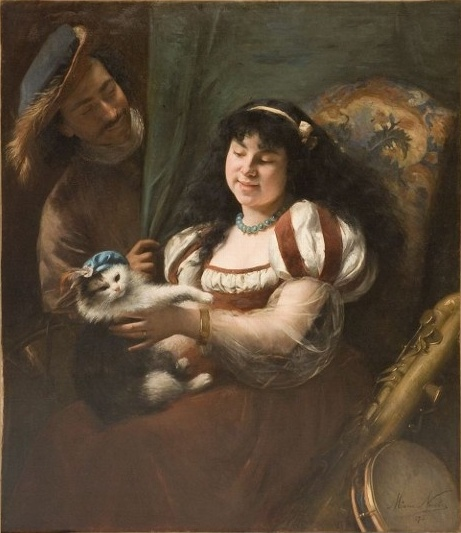
Marie Joséphine Nicolas.
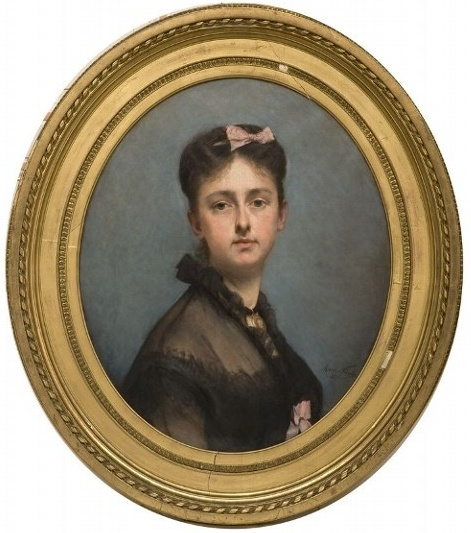
Marie Joséphine Nicolas.
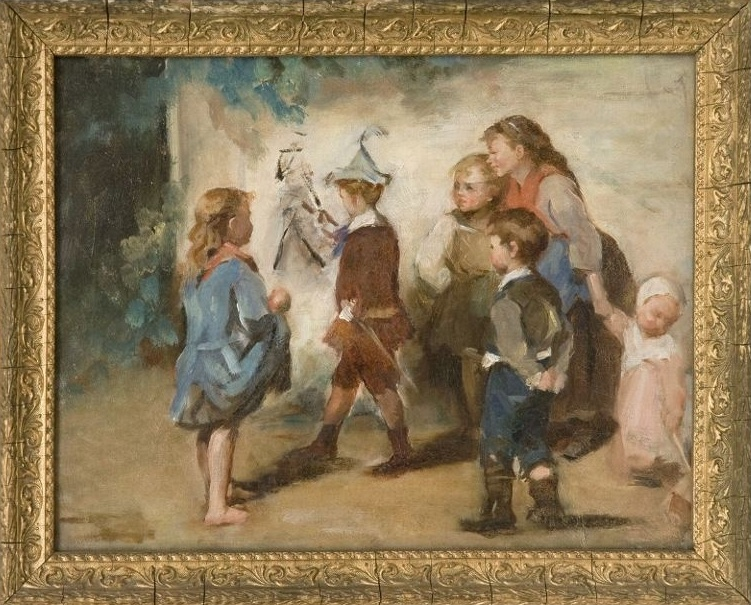
Marie Joséphine Nicolas.
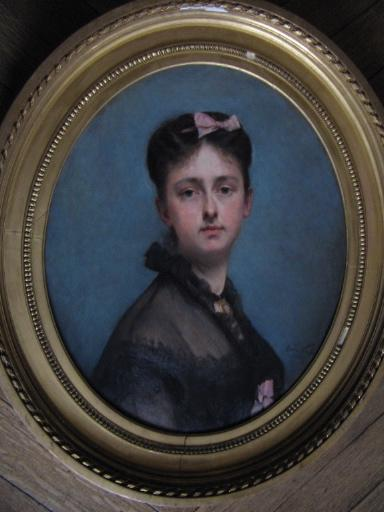
Marie Nicolas.